# جاك ليفرمور

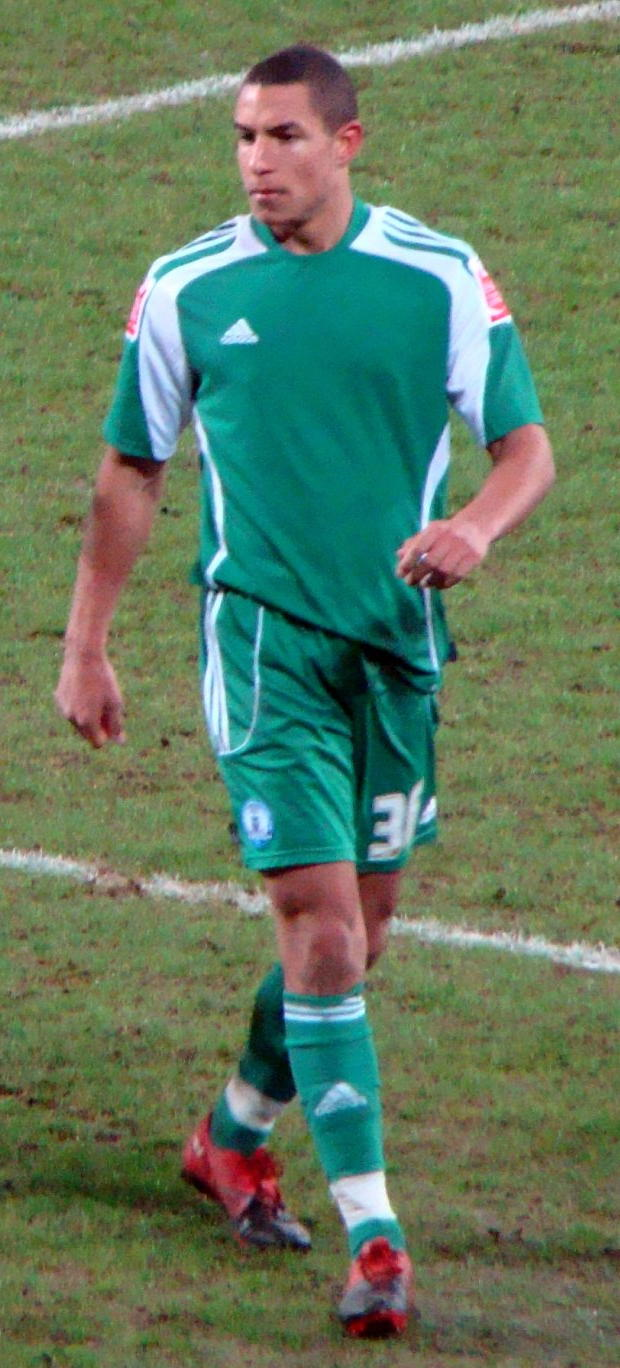
جاك ليفرمور

جاك سيريل ليفرمور (بالإنجليزية: Jake Cyril L. Livermore)‏ (من مواليد 14 نوفمبر 1989 انفيلد) هو لاعب كرة قدم إنجليزي محترف يلعب باعتباره لاعب خط الوسط لنادى دربي كاونتي، على سبيل الإعارة من توتنهام هوتسبر.

## روابط خارجية
- جاك ليفرمور على موقع الاتحاد الأوربي (الإنجليزية)
- جاك ليفرمور على موقع قاعدة بيانات كرة القدم.إي يو (الإنجليزية)
- جاك ليفرمور على موقع ناشيونال فوتبول تيمز (الإنجليزية)
- جاك ليفرمور على موقع Soccerbase.com (لاعب) (الإنجليزية)
- جاك ليفرمور على موقع Soccerway.com (الإنجليزية)
- جاك ليفرمور على موقع عالم كرة القدم.نت (الإنجليزية)
- جاك ليفرمور على موقع كووورة
- جاك ليفرمور على موقع AS.com (الإسبانية)